# Sicherungsstempel
Sicherungsstempel an einem eichfähigen Messgerät verhindern, dass das Messgerät unbemerkt geöffnet werden kann. Sicherungsstempel sind wie Hauptstempel mit dem Symbol der Prüfbehörde versehen, tragen jedoch keine Jahresbezeichnung. Die Funktion des Sicherungsstempels entspricht der eines Siegels bzw. einer Siegelmarke.
Ferner findet ein solcher Stempel im Überweisungsverkehr mit zwei verschiedenen Banken Anwendung.
Historisch ist ein Sicherungsstempel auch ein Stempel, der gegen Eingriffe Dritter geschützt ist und Nummern oder ein Datum stempeln kann.